# 壺算
『壺算』（つぼざん）は古典落語の演目。別名に『壺算用』（つぼざんよう）。巧妙な手口で壺を値切って買おうとする男の噺。原話は、東京大学落語会の『落語事典 増補』（1994年）は延享4年（1747年）に出版された京都板『開口新語』の一遍とし、武藤禎夫の『定本 落語三百題』（2007年）は中国清代の笑話集『笑林広記』第二巻古艶部「取金」にみえるものが日本の漢文体笑話集『開口新語』（武藤は「寛延4年」（1751年）の刊行とする）に再出されたとしている。武藤は、落語としての原形が見える例として、延享4年（1747年）の軽口本『軽口剽金苗』上巻の「算用合て銭たらず」を紹介している（この中では「壷を買う話」で、落ち（サゲ）は店主が「どうやら壷かぶったようにござる」と言うもの）。
元は上方落語の演目で3代目三遊亭圓馬が東京へ移入した。
登場するのは瓶（かめ）なのに、題は「壺」である理由について、唐沢俊一によれば、もともと家普請で坪数の計算誤りのことを「坪算」と言い、それに掛けたダジャレであると説明している。
主な演者として、東京の6代目三升家小勝や柳家権太楼、上方の2代目桂枝雀、3代目笑福亭仁鶴などがいる。

## あらすじ
二荷入りの水壺（水瓶）が買いたい吉公は、値切りが上手という兄貴分の長さんを頼る。2人が瀬戸物屋に行くと、長さんは何故か1円15銭の一荷入りの水壺を1円にうまく値切って買ってしまう。不思議に思う吉公に長さんは「いいから」と言ってそのまま一度店を離れ、町内を回って再び瀬戸物屋を訪れる。長さんは店主に二荷入りのと取り替えて欲しいと言い、さらにさっき1円で買ったから二荷入りは2円でいいだろうと言う。これに吉公が感心していると、長さんはさらに続けて「さっき1円を払っただろう。ここに1円の水壺があるから、合わせて2円の勘定だ」と言って、実際には1円しか払っていないのに、まんまと店主から二荷入りの水壺を受け取ってしまう。
しかし、店主も腑に落ちず、2人を呼び戻してそろばんで計算する。「ちゃんと2円になるじゃないか」と長さんが言うと、店主は「へぇ。ただ金が合わんのです。これはなんという勘定なんで？」と尋ねる。すると長さんは言う。
「これは壺算用というのだ」 

## その他のバリエーション
5代目三升家小勝は、勘定がわからなくなった瀬戸物屋が「先ほど頂いた1円をお返ししますので、一荷入りのをどうぞ持ち帰ってください」と返答するサゲをやっている。
上方では、困った瀬戸物屋が「もうし、これなんという壺でんねん」と言うと、兄貴分が「それがこっちの思う壺や」と返すサゲだった。
立川談笑は「薄型テレビ算」という改作落語を演じている。